# Baker (comuna)
Baker fue una comuna de Chile que integró el territorio de Aysén y posteriormente la provincia de Aysén. Existió entre 1928 y 1970.

## Historia
La comuna fue creada el 1 de febrero de 1928, como parte del recién creado Territorio de Aysén, y al año siguiente pasó a conformar la provincia de Aysén y al departamento del mismo nombre. A grandes rasgos, su territorio abarcaba toda la zona comprendida desde al sur del lago General Carrera hasta el lago O'Higgins.
En 1930, de acuerdo al censo de ese año, su población alcanzaba 569 habitantes.
En 1959 pasó a conformar el departamento de Chile Chico.
La comuna llegó a su fin con la Ley 17324 de 1970 que dividió el departamento de Chile Chico en dos, creando el departamento de General Carrera y el departamento de Baker, este último comprendiendo el territorio de la comuna de Baker. Se crearon, a partir de este, las comunas de Cochrane, O’Higgins y Tortel, las que con el proceso de regionalización de la década de 1970 pasaron a conformar la provincia Capitán Prat.